# Giro d'Italia 1965
Il Giro d'Italia 1965, quarantottesima edizione della "Corsa Rosa", si svolse in ventidue tappe dal 15 maggio al 6 giugno 1965 per un percorso totale di 4 051 km. Fu vinto da Vittorio Adorni.
Inusuale il percorso di questa edizione: prima parte verso sud, fino alla cronometro di Taormina; quindi trasferimento dalla Sicilia a Milano, e conclusione a Firenze (per la prima volta).

## Tappe

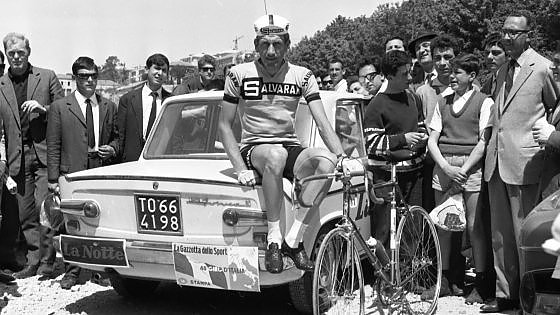
Vittorio Adorni alla partenza della terza tappa

| Tappa  | Data      | Percorso                               | km    | Vincitore di tappa  | Leader cl. generale |
| ------ | --------- | -------------------------------------- | ----- | ------------------- | ------------------- |
| 1ª     | 15 maggio | San Marino (RSM) > Perugia             | 198   | Michele Dancelli    | Michele Dancelli    |
| 2ª     | 16 maggio | Perugia > L'Aquila                     | 180   | Guido Carlesi       | Carlo Chiappano     |
| 3ª     | 17 maggio | L'Aquila > Rocca di Cambio             | 199   | Luciano Galbo       | Luciano Galbo       |
| 4ª     | 18 maggio | Rocca di Cambio > Benevento            | 239   | Adriano Durante     | Albano Negro        |
| 5ª     | 19 maggio | Benevento > Avellino                   | 175   | Michele Dancelli    | Albano Negro        |
| 6ª     | 20 maggio | Avellino > Potenza                     | 161   | Vittorio Adorni     | Vittorio Adorni     |
| 7ª     | 21 maggio | Potenza > Maratea                      | 164   | Luciano Armani      | Vittorio Adorni     |
| 8ª     | 22 maggio | Maratea > Catanzaro                    | 103   | Frans Brands        | Bruno Mealli        |
| 9ª     | 23 maggio | Catanzaro > Reggio Calabria            | 161   | Adriano Durante     | Bruno Mealli        |
| 10ª    | 24 maggio | Messina > Palermo                      | 260   | Domenico Meldolesi  | Bruno Mealli        |
| 11ª    | 25 maggio | Palermo > Agrigento                    | 146   | Guido Carlesi       | Bruno Mealli        |
| 12ª    | 26 maggio | Agrigento > Siracusa                   | 230   | Raffaele Marcoli    | Bruno Mealli        |
| 13ª    | 27 maggio | Catania > Taormina (cron. individuale) | 50    | Vittorio Adorni     | Vittorio Adorni     |
|        | 28 maggio | giorno di riposo                       |       |                     |                     |
| 14ª    | 29 maggio | Milano > Novi Ligure                   | 100   | Danilo Grassi       | Vittorio Adorni     |
| 15ª    | 30 maggio | Novi Ligure > Diano Marina             | 223   | Bruno Mealli        | Vittorio Adorni     |
| 16ª    | 31 maggio | Diano Marina > Torino                  | 205   | Aldo Pifferi        | Vittorio Adorni     |
| 17ª    | 1º giugno | Torino > Biandronno                    | 163   | Raffaele Marcoli    | Vittorio Adorni     |
| 18ª    | 2 giugno  | Biandronno > Saas Fee (CH)             | 178   | Italo Zilioli       | Vittorio Adorni     |
| 19ª    | 3 giugno  | Saas Fee (CH) > Madesimo               | 282   | Vittorio Adorni     | Vittorio Adorni     |
| 20ª    | 4 giugno  | Madesimo > Passo dello Stelvio         | 160   | Graziano Battistini | Vittorio Adorni     |
| 21ª    | 5 giugno  | Bormio > Brescia                       | 179   | Franco Bitossi      | Vittorio Adorni     |
| 22ª    | 6 giugno  | Brescia > Firenze                      | 295   | René Binggeli       | Vittorio Adorni     |
| Totale | Totale    | Totale                                 | 4 051 |                     |                     |

## Squadre e corridori partecipanti
| N.     | Cod. | Squadra           |
| ------ | ---- | ----------------- |
| 1-10   | SAN  | Sanson            |
| 11-20  | BIA  | Bianchi-Mobylette |
| 21-30  | FIL  | Filotex           |
| 31-40  | ROM  | Flandria-Romeo    |
| 41-50  | IGN  | Ignis             |
| 51-60  | LEG  | Legnano           |
| 61-70  | MAI  | Maino             |
| 71-80  | MOL  | Molteni           |
| 81-90  | SAL  | Salvarani         |
| 91-100 | VIT  | Vittadello        |

## Classifiche finali

### Classifica generale - Maglia rosa
| Pos. | Corridore         | Squadra   | Tempo      |
| ---- | ----------------- | --------- | ---------- |
| 1    | Vittorio Adorni   | Salvarani | 121h08'18" |
| 2    | Italo Zilioli     | Sanson    | a 11'26"   |
| 3    | Felice Gimondi    | Salvarani | a 12'57"   |
| 4    | Marcello Mugnaini | Maino     | a 14'30"   |
| 5    | Franco Balmamion  | Sanson    | a 15'05"   |
| 6    | Vito Taccone      | Salvarani | a 15'33"   |
| 7    | Franco Bitossi    | Filotex   | a 15'37"   |
| 8    | Roberto Poggiali  | Ignis     | a 19'22"   |
| 9    | Imerio Massignan  | Ignis     | a 19'30"   |
| 10   | Guido De Rosso    | Molteni   | a 21'03"   |

### Classifica scalatori
| Pos. | Corridore         | Squadra   | Punti |
| ---- | ----------------- | --------- | ----- |
| 1    | Franco Bitossi    | Filotex   | 250   |
| 2    | Vito Taccone      | Salvarani | 160   |
| 3    | Vittorio Adorni   | Salvarani | 140   |
| 4    | Italo Zilioli     | Sanson    | 110   |
| 5    | Michele Dancelli  | Molteni   | 90    |
| 5    | Marcello Mugnaini | Maino     | 90    |